# Ben Cabango
Benjamin „Ben“ Cabango (* 30. Mai 2000 in Cardiff) ist ein walisischer Fußballspieler angolanischer Abstammung, der bei Swansea City in der englischen Football League Championship unter Vertrag steht. Der Innenverteidiger ist seit September 2020 walisischer Nationalspieler.

## Persönliches
Ben Cabango wurde in der walisischen Hauptstadt Cardiff als Sohn eines Angolaners und einer Waliserin geboren. Sein jüngerer Bruder Theo spielt Rugby und besuchte wie er die weiterführenden Ysgol Gyfun Gymraeg Plasmawr, eine walisischsprachige Schule in Cardiff.

## Karriere

### Verein
Cabango begann im Alter von fünf Jahren seine fußballerische Ausbildung beim lokalen Amateurverein Maindy Corries, wo er von seinem Vater Paolo trainiert wurde. Mit zehn Jahren wechselte er in die Jugend des AFC Newport County. Bei den Exiles spielte er auf der Position des offensiven Mittelfeldspielers, wurde später aber zum Innenverteidiger umgeschult und bevor er in die erste Mannschaft vordringen konnte, wurde er als Teenager von Swansea City angeworben. In den Saisons 2016/17 und 2017/18 war er dort Stammkraft in der U18-Mannschaft und sammelte auch erste Erfahrungen in der U23, welche in der Premier League 2 spielte.
Am 2. Juni 2018 wechselte er auf Leihbasis bis Jahresende zum walisischen Rekordmeister The New Saints FC. Sein Debüt bestritt er am 10. Juli 2018 bei der 0:5-Auswärtsniederlage gegen den nordmazedonischen Meister KF Shkëndija in der 1. Runde der Qualifikation zur UEFA Champions League. Beim 4:0-Heimsieg im Rückspiel eine Woche später traf Cabango erstmals im Trikot der Saints, aufgrund der schlechteren Tordifferenz nutzte dieser Sieg dem Verein jedoch nichts und man schied aus. Auch in der höchsten walisischen Spielklasse etablierte sich Cabango rasch als Stammkraft und bis zu seinem Leihende absolvierte er dort 16 Ligaeinsätze.
Nach seiner Rückkehr zu Swansea City spielte die Spielzeit 2018/19 in der U23 zu Ende, wo er regelmäßig zum Einsatz kam. Am 13. August 2019 bestritt er beim 3:1-Ligapokalsieg gegen Northampton Town sein erstes Spiel im professionellen Fußball. Nachdem er zunächst nur in Pokalspielen berücksichtigt worden war, debütierte er am 26. November (18. Spieltag) beim 1:1-Unentschieden gegen Huddersfield Town in der zweithöchsten englischen Spielklasse, als er zur zweiten Halbzeit für den verletzten Mike van der Hoorn in die Partie gebracht wurde. Im Dezember 2019 gelang ihm anschließend der Durchbruch in die Startformation von Cheftrainer Steve Cooper. Am 8. Juli 2020 (42. Spieltag) erzielte er beim 3:1-Auswärtssieg gegen Birmingham City sein erstes Tor für die Swans. In dieser Saison 2019/20 absolvierte er 23 Ligaspiele, in denen ihm ein Treffer gelang. Seinen Status als Stammkraft behielt er auch in der nächsten Spielzeit 2020/21 bei.

### Nationalmannschaft
Im September 2016 kam Ben Cabango einmalig für die walisische U17-Nationalmannschaft zum Einsatz, bevor er zwischen Mai 2018 und März 2019 acht Länderspiele für die U19 bestritt, in denen er einen Torerfolg verbuchen konnte. Im September 2019 kam er erstmals in der U21 zum Einsatz.
Am 3. September 2020 debütierte er beim 1:0-Nations-League-Sieg gegen Finnland in der walisischen A-Nationalmannschaft, als er in der Schlussphase für Daniel James eingewechselt wurde.
Für die Europameisterschaft 2021 wurde er in den walisischen Kader berufen.